# Aïn Tine
Aïn Tine (în arabă عين التين) este o comună din provincia Mila, Algeria.
Populația comunei este de 7.780 de locuitori (2008).